# Horní Nětčice
Horní Nětčice é uma comuna checa localizada na região de Olomouc, distrito de Přerov.